# Jinonice metróállomás
Jinonice egy metróállomás Prágában a prágai B metró vonalán.

## Szomszédos állomások
A metróállomáshoz az alábbi állomások vannak a legközelebb:
- Nové Butovice (Zličín)
- Radlická (Černý Most)

## Átszállási kapcsolatok
| B (Zličín ↔ Černý Most) |                        |                         |
| Állomás                 | Átszállási kapcsolatok | Fontosabb létesítmények |
| Jinonice                | 137, 149, 904, 908 S65 | Praha-Jinonice          |